# A gyönyörű játék
A gyönyörű játék (eredeti cím: The Beautiful Game) 2024-ben bemutatott brit filmdráma, amelyet Thea Sharrock rendezett. A főbb szerepekben Bill Nighy, Micheal Ward, Valeria Golino, Susan Wokoma és Callum Scott Howells látható.
Egyesült Királyságban és Magyarországon 2024. március 29-én jelent meg a Netflixen

## Cselekmény
A korábbi ifjúsági fociedző, Mal Bradley megmenti Vinnyt egy feldühödött szülőtől, amikor az félbeszakít egy utánpótlásedzést. Bemutatja neki az „álomcsapatát” – egy válogatottat, amelyet egy római, évente megrendezett globális focitorna alkalmából edz – ám Vinnyt nem nyűgözi le a csapat. Csak a közös vacsoránál jön rá, hogy a Hajléktalanok Világkupájáról van szó, ezért kijelenti, hogy nem jogosult a részvételre, és távozik. Mal követi őt az autójához, amelyben Vinny jelenleg él. Miután észreveszi, hogy Vinny túl büszke ahhoz, hogy elismerje a nehéz helyzetét, hátrahagyja a számát, és elmegy. Vinnyt gyakran kísértik a múlt emlékei rövid West Ham United-es karrierjéről és ifjúsági csapatáról. A jelenben elveszíti részmunkaidős állását is. Amikor meglátogatja kislányát, Evie-t, az meghívja egy iskolai különleges gyűlésre, ahol egy olyan személyről fog beszélni, akire felnéz. Volt párja, Ellie arra kéri, hogy mindenképp szóljon Evie-nek, ha nem tud elmenni, Vinny erre azt mondja, Rómában lesz. Vinny végül mégis csatlakozik a csapathoz, és együtt utaznak Rómába. A nyitóünnepségen megtapasztalja, milyen valóban nemzetközi eseményről van szó. A szálláson Nathannel osztják be egy szobába. Amikor megtudja, hogy Nathan metadont szed, kiakad, mert azt hiszi, heroinfüggő. Eltávozik, majd elalszik egy parkban.
Reggel Vinny megérkezik az első mérkőzésre, amelyet Dél-Afrika ellen játszanának. Mivel azonban az ellenfél nem jelenik meg, Anglia automatikusan megszerzi első győzelmét. Később kiderül, hogy a dél-afrikai csapat a hazai repterükön akadt el, mivel zimbabwei menekültjátékosuk nem kapott megfelelő vízumot.
Az Anglia–Portugália mérkőzésen Vinny vezeti győzelemre csapatát. Japán most vesz részt először a tornán, így fiatal női edzőjük szigorúan bánik velük. Első vereségük után épp leszidja őket, amikor a csapat titokban elszökik, hogy felfedezze Rómát.
Az angol Jason beleszeret az amerikai Rositába, de tapasztalatlanságából fakadóan túlzottan szexuális hangnemben fejezi ki érdeklődését, anélkül hogy észrevenné, mennyire sértő volt. Végül lazacot ajándékoz Rositának, hogy kiengesztelje őt. Eközben a japán edző is bocsánatot kér, és kibékül a csapatával.
A dél-afrikai edző, Protasia nővér rákényszeríti Vinnyt, hogy beleegyezzen egy mérkőzésbe. Az angol csapat haragszik rá ezért, és amikor Nathan próbál vele beszélni, Vinny ingerülten elvonul. Nathan bűntudatot érez, és szeretné visszahozni, de a többiek ragaszkodnak hozzá, hogy maradjon. Miközben keresik Vinnyt, Albar, Kevin, Jason és Cal felfedezik Róma nevezetességeit. Végül Cal talál rá, és apaságról beszélgetnek, így közelebb kerülnek egymáshoz. Hamarosan a többiek is csatlakoznak, és egyetértenek abban, hogy Vinnynek igaza volt: helyes volt belemenni a dél-afrikai visszavágóba. Másnap Vinny végre közelebb kerül a csapathoz. A dél-afrikaiak elleni meccsen Nathan nem tudja befejezni a játékot. Bár Anglia elveszíti a mérkőzést, Japán legyőzésével visszaszerzik a szükséges pontokat, így bejutnak a negyeddöntőbe. Örömük azonban hamar alábbhagy, amikor kiderül, hogy Nathan a metadon elvonási tünetei miatt távozik. Az Egyesült Királyságban jobb ellátást és támogatást kaphat majd.
Rosita megbocsát Jasónnak, és elhívja futni. Útközben elmeséli, hogy „Dreamer”, azaz nem rendelkezik állandó amerikai tartózkodási engedéllyel, de reméli, hogy a torna révén felfigyelnek rá, és profi karrier várhat rá.
Anglia legyőzi Mexikót, így bejut a negyeddöntőbe, ahol Olaszország lesz az ellenfél. Albar nem hajlandó játszani politikai okokból: ő kurd, míg az olasz csapatkapitány türkmén szíriai. Anglia „kölcsönkér” egy argentin játékost, de Vinnyt hamarosan két percre kiállítják. Ekkor Albar visszatér a pályára, majd Vinny visszatérése után kiegyenlíti az állást. A büntetőpárbajban azonban Olaszország nyer. A meccs után Albar és az olasz kapitány kibékülnek. Ezután az angol csapat összezördül. Vinny védekezően rámutat, hogy mindegyikük más-más okból lett hajléktalan. Albar elmondja, hogy ő menekült borbély, majd felajánlja, hogy mindenkinek vág egy frizurát. Közben Vinny hívást kap kislányától, Evie-től, aki elmondja, hogy az iskolai előadásában róla, az apjáról és a Hajléktalanok Világkupájáról beszélt. Vinny megrendül, elszégyelli magát, és távozik.
Vacsora közben az olasz szervezővel, Gabriellával Mal elmeséli, hogy Vinnyt még a West Ham utánpótlásában figyelte fel. Szerinte Vinnyt azóta gyötri az érzés, hogy „bukott ember”, mióta akkoriban eltanácsolták, most viszont újra szeretné visszaadni az önbizalmát.
Másnap reggel Vinny túl későn érkezik a USA elleni meccsre, de Anglia így is nyer. Rosita egyetemi ösztöndíjat kap, és a torna legértékesebb játékosának választják. Protasia jóvoltából Vinny beállhat a dél-afrikai csapatba a döntőben, ahol segít megszerezniük az aranyérmet.
A záró jelenetben Mal megmutatja Vinnynek egy régi jegyzetét, amelyben már gyerekként felfedezte benne a tehetséget. Ez visszaadja Vinny önbizalmát, és a következő év válogatottjának felkészítésében már ő is segédkezik, immár új céllal és hittel önmagában.

## Szereplők
| Szereplő  | Színész              | Magyar hang       |
| --------- | -------------------- | ----------------- |
| Mal       | Bill Nighy           | Harsányi Gábor    |
| Vinny     | Micheal Ward         | Gacsal Ádám       |
| Gabriella | Valeria Golino       | Tóth Enikő        |
| Protasia  | Susan Wokoma         | Kokas Piroska     |
| Nathan    | Callum Scott Howells | Czető Ádám        |
| Cal       | Kit Young            | Penke Bence       |
| Sian      | Sian Reese-Williams  |                   |
| Jason     | Sheyi Cole           | Bogdán Gergő      |
| Kevin     | Tom Vaughan-Lawlor   | Seder Gábor       |
| Aldar     | Robin Nazari         | Czető Roland      |
| Mika      | Aoi Okuyama          | Hermann Lilla     |
| Ellie     | Jesseye Romeo        |                   |
| Rosita    | Cristina Rodlo       | Sipos Eszter Anna |

### Magyar változat
- Magyar szöveg: Andorai Péter Krisztián
- Hangmérnök és vágó: Wünsch Attila
- Gyártásvezető: Masoll Ildikó
- Szinkronrendező Kemendi Balázs
- Produkciós vezető: Fekete Márk

A szinkront a Direct Dub Studios készítette.

## A film készítése
A film korábbi változata a Fox Searchlight Pictures égisze alatt készült volna, Colin Farrell és Brendan Gleeson főszereplésével. A végső változatban 2021 augusztusában Bill Nighy és Micheal Ward lettek megerősítve főszereplőként. A forgatókönyvet a Film4 közreműködésével fejlesztették. A projekt producerei Graham Broadbent és Peter Czernin, valamint Anita Overland. A vezető produceri feladatokat Ben Knight és Diarmuid McKeown látták el, mellettük Ollie Madden és Daniel Battsek képviselték a Film4-et.
A produkció szorosan együttműködött a Hajléktalanok Világkupa Alapítvánnyal a film elkészítésében. Frank Cottrell-Boyce számos résztvevővel találkozott a Hajléktalanok Világkupájáról, és az ő történeteik alapján alkotta meg a karaktereket. Eredetileg 2012-re tervezték a forgatást, így Cottrell-Boyce számára ez egy tizenegy éves projekt lett. A forgatásra 2021 augusztusában került sor Rómában és Londonban A film statisztái között többen is szerepeltek, akik valójában részt vettek korábbi tornákon, és ma már nem hajléktalanok, ezt Bill Nighy a BBC-nek úgy jellemezte, mint „egy nagyon szép szimmetria”.